# ستيف ديفريز
ستيف ديفريز (بالإنجليزية: Steve DeVries)‏ هو لاعب كرة مضرب أمريكي، ولد في 8 ديسمبر 1964 في سينسيناتي في الولايات المتحدة.

## وصلات خارجية
- ستيف ديفريز على موقع رابطة محترفي التنس (الإنجليزية)
- ستيف ديفريز على موقع الاتحاد الدولي لكرة المضرب (الإنجليزية)
- ستيف ديفريز على موقع خلاصة التنس.كوم (الإنجليزية)